# Norman Spinrad
Norman Richard Spinrad (ur. 15 września 1940 w Nowym Jorku) – amerykański pisarz science fiction oraz krytyk fantastyki.
W 1957 rozpoczął naukę w City College of New York. Ukończył ją w roku 1961. W 1966 przeprowadził się do San Francisco. Później zamieszkał w Los Angeles.
Napisał scenariusz do 35. odcinka oryginalnej serii Star Trek.

### Powieści
- The Solarians (1966)
- Agent of Chaos (1967)
- The Men in the Jungle (1967)
- Bug Jack Barron (1969)
- The Iron Dream (1972)
- Passing through the Flame (1975)
- Riding the Torch (1978)
- A World Between (1979)
- Songs from the Stars (1980)
- The Mind Game (1980)
- The Void Captain's Tale (1983)
- Child of Fortune (1985)
- Little Heroes (1987)
- Children of Hamelin (1991)
- Russian Spring (1991)
- Pictures at 11 (1994)
- Journal of the Plague Years (1995)
- Greenhouse Summer (1999)
- He Walked Among Us (2003)
- The Druid King (2003)
- Mexica (2005)

### Zbiory opowiadań
- The Last Hurrah of the Golden Horde (1970)
- No Direction Home (1975)
- The Star-Spangled Future (1979)
- Other Americas (1988)
- Vampire Junkies (1994)

### Scenariusze
- The Doomsday Machine (Star Trek, 1967)